# Bourse (metropolitana di Parigi)
Bourse è una stazione della metropolitana di Parigi sulla linea 3, sita nel II arrondissement di Parigi.

## La Borsa
È il luogo della vecchia corbeille e del mercato dei contratti a termine, ma anche quello delle istituzioni legate alla Borsa i cui palazzi si affacciano tutti sull'omonima piazza. L'autorità dei mercati finanziari (AMF) nel vecchio Palazzo del Club Méditerranée, la Camera di commercio di Parigi, tre grandi banche (BNP, Crédit Lyonnais e Société Générale) e inoltre l'agenzia France-Presse e il gruppo Nouvel Observateur. I quotidiani economici La Tribune e Les Echos così come l'agenzia Reuters sono tutti ad alcune centinaia di metri dalla piazza.

## La stazione
La stazione è ubicata sotto la rue du Quatre-Septembre e rue Réaumur.

## Interconnessioni
- Bus RATP - 20, 29, 39, 48, 67, 74, 85
- Noctilien - N15, N16